# Vojtech Budinský-Krička

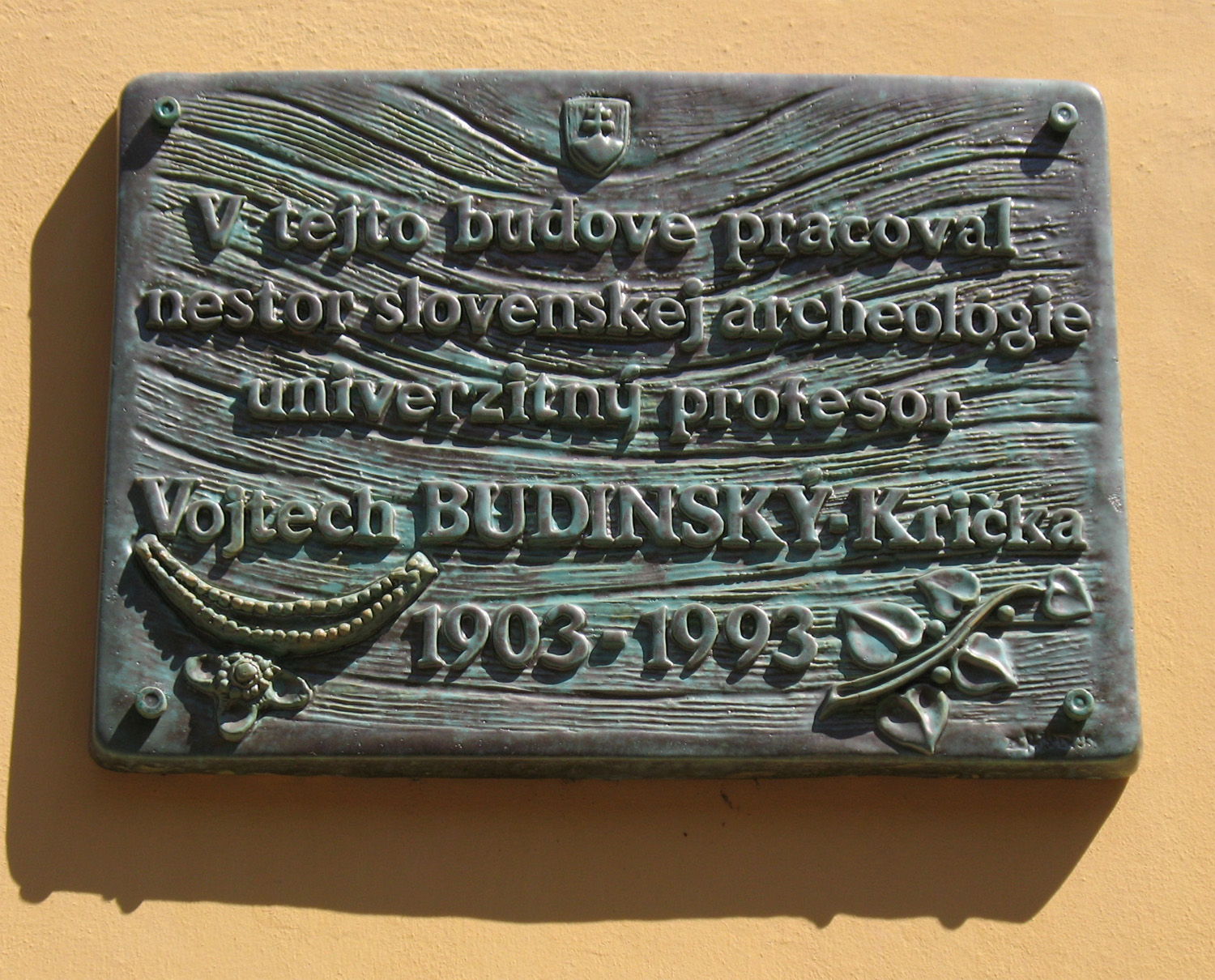
Tablica pamiątkowa w Koszycach

Vojtech Budinský-Krička (właśc. Vojtech Budavári; ur. 24 lipca 1903 w Rużomberku, zm. 5 stycznia 1993 w Koszycach) – słowacki archeolog, doktor nauk filozoficznych, profesor uniwersytecki. Pierwszy dyrektor powołanego w 1942 r. słowackiego Państwowego Instytutu Archeologicznego (słow. Štátny Archeologický Ústav).
Studiował u prof. Štefana Janšáka na Uniwersytecie Komeńskiego w Bratysławie oraz na Uniwersytecie Jagiellońskim w Krakowie. Początkowo był pracownikiem Słowackiego Muzeum Narodowego w Martinie, następnie Czechosłowackiego Państwowego Instytutu Archeologicznego (słow. Československý Štátny Archeologický Ústav). Był inicjatorem powołania z dniem 1 marca 1939 r. Zakładu Archeologii i Konserwacji przy Słowackim Muzeum Narodowym w Martinie i jego pierwszym kierownikiem, a od powstania w roku 1942 samodzielnego Państwowego Instytutu Archeologicznego i Konserwatorskiego (słow. Štátny archeologický a konzervátorský ústav) – jego dyrektorem. W latach 1940–1950 był profesorem bratysławskiego Uniwersytetu Komeńskiego, gdzie zastąpił na stanowisku docenta archeologii ogólnej wybitnego czeskiego archeologa Jana Eisnera. Uwięziony przez komunistyczne władze w 1951 r. został zwolniony dopiero 8 stycznia 1954 r. dzięki staraniom J. Eisnera.
Po wyjściu z więzienia podjął pracę w nowym Instytucie Archeologicznym (słow. Archeologický Ústav) kierowanym wówczas przez Antona Točíka, zaś w 1958 r. został kierownikiem wschodniosłowackiego oddziału tegoż Instytutu w Koszycach. Tam też zrealizował znaczną część swej pracy naukowej. Zajmował się głównie prehistorią wschodniej i środkowej Słowacji oraz osadnictwem słowiańskim na tym terenie. Prowadził wiele poszukiwań i badań terenowych. Jego dorobek naukowy obejmuje ponad 300 publikacji prawie ze wszystkich dziedzin słowackiej archeologii.